# Klenowoje (Kaliningrad, Selenogradsk)
Klenowoje (russisch Кленовое, deutsch Klein Hubnicken) ist ein Ort in der russischen Oblast Kaliningrad. Er gehört zur kommunalen Selbstverwaltungseinheit Stadtkreis Selenogradsk im Rajon Selenogradsk.

## Geographische Lage
Klenowoje liegt 38 Kilometer nordwestlich der Stadt Kaliningrad (Königsberg) auf der Ostseite des Sinjawinskoje Sees (von 1913 bis 1970 wurde hier im Tagebau „Walter“ Bernstein gefördert) und unmittelbar an der Grenze zum Stadtkreis Jantarny (Palmnicken) sowie an der Bahnstrecke Fischhausen–Groß Dirschkeim (russisch: Primorsk–Donskoje). Der Ort ist über eine Nebenstraße zu erreichen, die von Krasnotorowka (Heiligenkreutz) an der russischen Fernstraße A 192 nach Jantarny (Palmnicken) führt. Die nächste Bahnstation ist Sarajewo (Ihlnicken) an der Bahnstrecke Fischhausen–Groß Dirschkeim zur Weiterfahrt nach Swetlogorsk (Rauschen), die jedoch nicht mehr regulär betrieben wird.

## Geschichte
Das 1394 gegründete und bis 1946 Klein Hubnicken genannte Dorf liegt nur wenige Kilometer vom früheren Groß Hubnicken und heutigen Sinjawino entfernt, getrennt allerdings durch die Grenze zwischen dem Rajon Selenogradsk (Kreis Cranz) und dem Stadtkreis Jantarny (Palmnicken). Im Jahre 1874 kam Klein Hubnicken zum nee errichteten Amtsbezirk Heiligenkreutz (heute russisch: Krasnotorowka), der zum Landkreis Fischhausen im Regierungsbezirk Königsberg der preußischen Provinz Ostpreußen gehörte. Bereits am 25. Mai 1910 jedoch wurde Klein Hubnicken in den Amtsbezirk Palmnicken (heute russisch: Jantarny), der 1939 dem Landkreis Samland beitrat, umgegliedert.
Im Jahre 1910 zählte Klein Hubnicken 147 Einwohner. Am 17. Oktober 1928 wurde der Nachbarort Ihlnicken (heute russisch: Sarajewo) nach Klein Hubnicken eingemeindet. Die Einwohnerzahl stieg bis 1933 auf 320 und betrug 1939 noch 318.
Infolge des Zweiten Weltkrieges kam Klein Hubnicken mit dem nördlichen Ostpreußen 1945 zur Sowjetunion. Der Ort erhielt im Jahr 1947 die russische Bezeichnung Klenowoje und wurde gleichzeitig dem Dorfsowjet Jantarski selski Sowet im Rajon Primorsk zugeordnet. Später gelangte der Ort in den Powarowski selski Sowet. Von 2005 bis 2015 gehörte Klenowoje zur Landgemeinde Krasnotorowskoje selskoje posselenije und seither zum Stadtkreis Selenogradsk. 

## Kirche
Die Einwohner Klein Hubnickens waren vor 1945 fast ausnahmslos evangelischer Konfession und gehörten bis 1906 zum Kirchspiel der Pfarrkirche in Germau (heute russisch: Russkoje), danach zur Pfarrkirche in Palmnicken (Jantarny) im Kirchenkreis Fischhausen (Primorsk) in der Kirchenprovinz Ostpreußen der Kirche der Altpreußischen Union. Heute liegt Klenowoje im Einzugsgebiet der evangelisch-lutherischen Auferstehungskirche in Kaliningrad (Königsberg) in der Propstei Kaliningrad der Evangelisch-lutherischen Kirche Europäisches Russland.